# 中崙 (臺北市)
中崙為臺灣臺北市松山區、中山區、大安區交界處的一個地名。過去稱為中崙庄，戰後劃入松山區，1990年行政區重劃時，復興南北路以西、縱貫鐵路以南區域被併入中山、大安鄰近里別。
1946年中崙地區劃有中崙、中正2里，後因應人口增長分出敦化、進安、福成、中華等里。
現行的臺北市中崙次分區包含中崙、福成、敦化、中正、美仁、吉仁、復源、復建、復勢9里。相較於傳統中崙，少了中華里；多了部分原屬「頂東勢」的復源、復建、復勢、美仁、吉仁（東勢店仔）等5里。
若以一般民眾約定俗成的地緣區交界區分，中崙則指的是敦北商圈與民生社區以南、松山以西、東區與信義計畫區以北、松江南京商圈以東所圍成的狹長型區域，並以八德路、南京東路為主要商業活躍區。

## 簡介
台灣地名若有「崙」字，通常為平原上的小山丘或高地。中崙正是位於今台北市松山區、中山區、大安區間交接的小高地。
清代為大加臘堡錫口街周邊錫口十三庄之一的中崙庄（北接下埤頭庄，西面朱厝崙庄、上埤頭庄，南鄰大安庄，東為東勢庄、興雅庄）。日治中期臺北市成立，庄改制為不設町的郊區「大字」，中崙、大安、六張犁為臺北市設立時之東界，「台北基隆間縱貫道路」（今八德路）通過本區。
1950年代之前，中崙為臺北市區與郊區的分界線，中崙以東多為農地，直至錫口（今饒河街一帶）才會再出現商家。1970年代，中崙仍為許多長途客運的終點站，臺灣省公路局亦於中崙設立總站。
1980年代，隨著門牌號碼長達一千多號的中正東路拓寬更名為八德路、建國高架道路的興建以及臺北市鐵路地下化，中崙以東成為臺北鬧區的一部份，中崙地名不再為人熟悉。再加上2000年台汽中崙車站撤站、臺北捷運亦無同名車站，中崙之名更為人忽略。目前客運路線僅存新北客運1191路及國光客運1800路行駛基隆─中崙，而且僅後者有密集班次。

### 中崙區
日治末期至戰後初期臺北市曾分為61區，其中中崙區轄有中崙及頂東勢兩個大字。今日松山區中部的吉祥里即有幾處以中崙為名的地點，如中崙高中、臺灣銀行中崙分行、第一銀行中崙分行，實際上位於頂東勢，並不在（松山區西側）中崙的範圍內。

## 交通
- 臺北捷運  文湖線 通過本區西側，設有南京復興站。
- 臺北捷運  松山新店線 通過本區中北部，設有南京復興站、台北小巨蛋站。

## 著名地標
- 微風廣場本館（原黑松中崙廠）

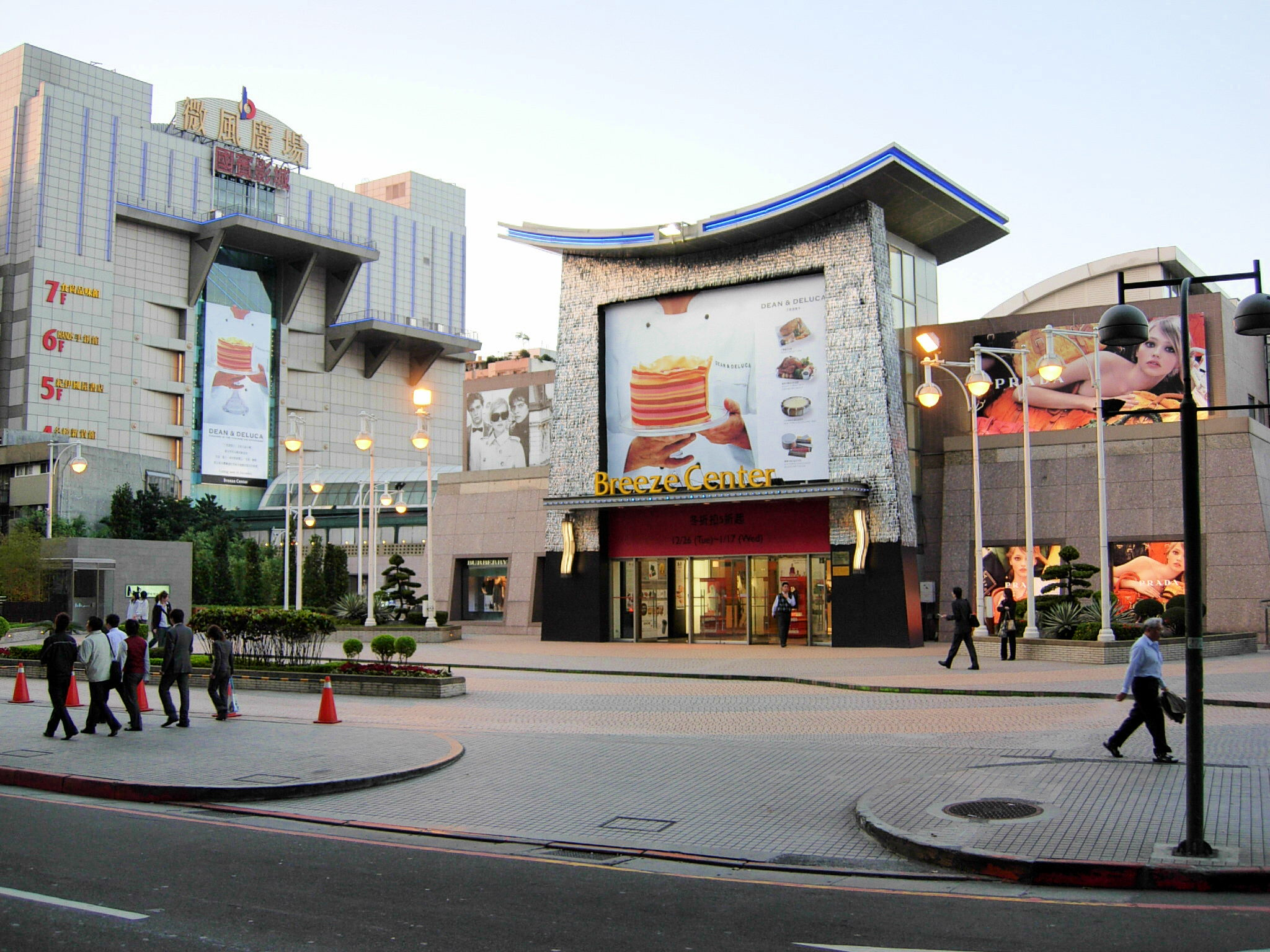
微風廣場本館

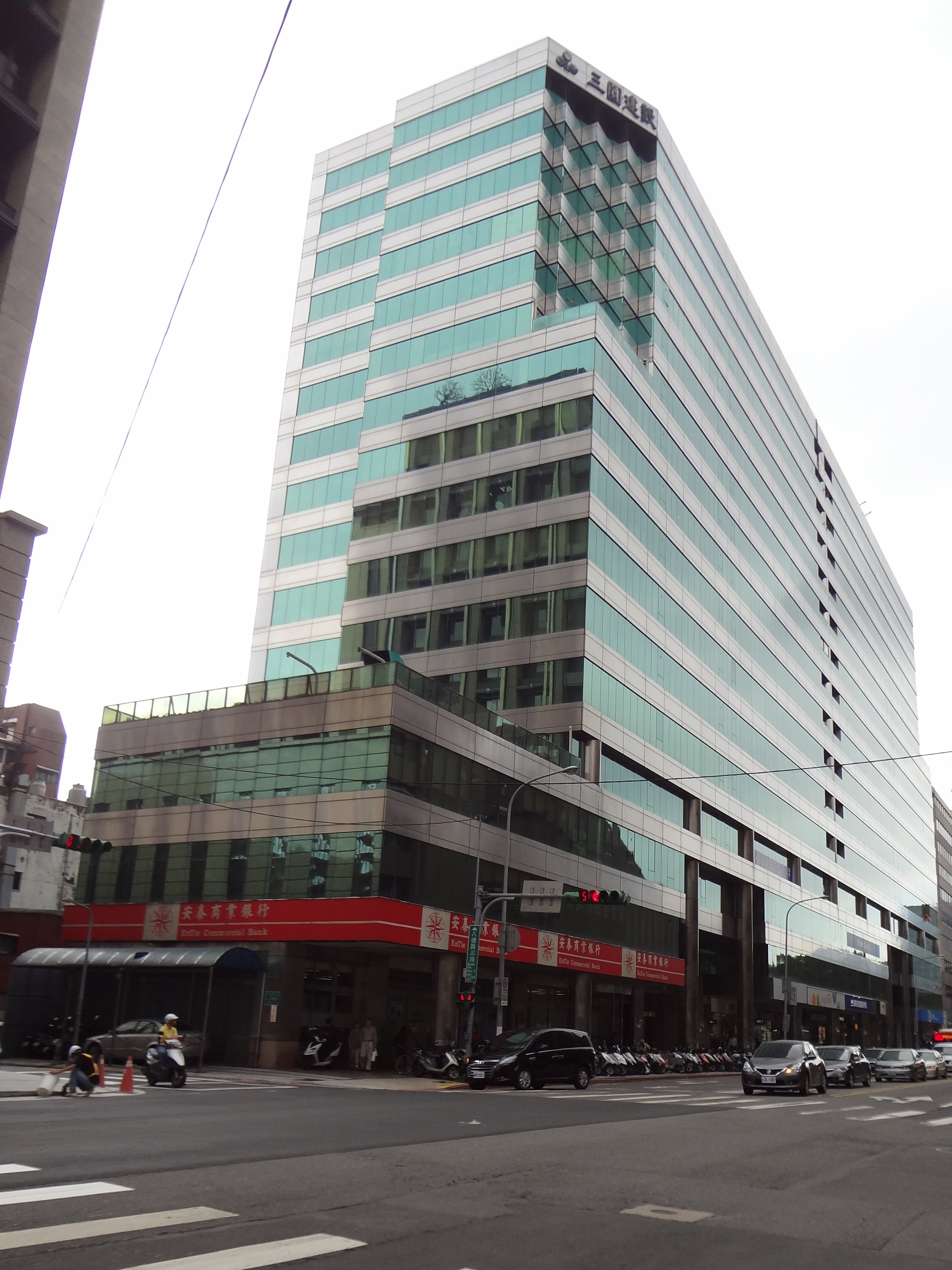
敦北長城大樓

- 中崙大樓（潤泰中崙車站綜合商業大樓、大潤發中崙店、永豐金控大樓，由原台汽客運中崙站改建而成的中崙轉運站，但車站從未啟用[9]）
- 中崙市場（位於中崙東界和「頂東勢」東勢店仔的交界處）
- 臺北小巨蛋
- 臺北田徑場
- 臺視大樓
- 敦北長城大樓（中華職棒大聯盟總部）

## 學校
- 敦化國小
- 敦化國中
- 育達高中

## 公共設施
- 台安醫院
- 臺北市藝文推廣處藝文大樓及城市舞台
- 臺北市立圖書館中崙分館
- 一號糧倉
- 臺北市政府警察局中崙派出所
- 臺北市政府消防局中崙分隊
- 中華郵政臺北中崙郵局[10]
- 中崙福成宮
- 應媽廟